# 東大阪市立布施小学校
東大阪市立布施小学校（ひがしおおさかしりつ ふせしょうがっこう）は、大阪府東大阪市寺前町にある公立小学校。

## 沿革
- 2018年（平成30年）4月1日 - 東大阪市立三ノ瀬小学校及び東大阪市立太平寺小学校が統合して開校。

## 通学区域
- 足代1～2丁目、足代南1～2丁目、三ノ瀬1～3丁目、岸田堂北町、岸田堂西1～2丁目、岸田堂南町、寿町1丁目、俊徳町4丁目11番12～25号、俊徳町5丁目8～11番、太平寺1～2丁目、寺前町1～2丁目[1]。
  - 卒業生は基本的に東大阪市立布施中学校に進学する。